# Pi6 Orionis
Pi6 Orionis, eller 10 Orionis är en av stjärnorna som bildar asterismen Orions sköld, i stjärnbilden Orion.  Den är en variabel stjärna som varierar i magnituden 4,45-4,49.. Den är en orange stjärna av spektraltyp K0/1III.